# Elecciones provinciales de la Guinea Española de 1964
Elecciones provinciales se celebraron en la Guinea Española el 11 de enero de 1964 para elegir a las Diputaciones Provinciales de Fernando Poo y Río Muni, así como para renovar Juntas Vecinales y Ayuntamientos y constituir mediante la composición de las Diputaciones la primera Asamblea General de Guinea Ecuatorial.
Fueron las últimas elecciones de esta naturaleza organizadas en la Guinea Española, puesto que las previstas para 1968 fueron suspendidas por ya haberse iniciado el proceso de Independencia de Guinea Ecuatorial.

## Antecedentes
El gobierno español había concedido autonomía a la Guinea Española desde el 1 de enero de 1964. Se creó un Consejo de Gobierno presidido por Bonifacio Ondó Edu y una Asamblea General, mientras que las dos Diputaciones Provinciales se mantuvieron.

## Resultados
El Movimiento de Unión Nacional de Guinea Ecuatorial (Munge) fue la única fuerza política que participó en los comicios, y su líder Bonifacio Ondó Edu fue ratificado como Presidente del Consejo de Gobierno por la Asamblea General.